# Valstybinė atominės energetikos saugos inspekcija
Valstybinė atominės energetikos saugos inspekcija (VATESI) är den litauiska kärnkraftsmyndigheten.
Den etablerades den 18 oktober 1991 i anslutning till upplösningen av Sovjetunionen för att utöva tillsyn över kärntekniska anläggningar i Litauen, speciellt kärnkraftverket Ignalina med två stycken RBMK-reaktorer (samma typ som i Tjernobyls kärnkraftverk).
Uppgiften att på kort tid skapa en fungerande myndighet genomfördes med internationellt stöd bland annat från Sverige. Det svenska stödet koordinerades från den svenska kärnkraftsmyndigheten SKI genom ett särskilt organ SIP - Swedish International Project Nuclear Safety.
Myndigheten VATESI kom att kravställa och utöva tillsyn över betydande moderniseringar av de två reaktorerna i Ignalina fram till att de stängdes 2004 respektive 2009, och därefter kravställa och utöva tillsyn över aktiviteter för rivning av samma reaktorer - ett arbete som fortfarande (2017) är i en förberedelsefas.
Samarbetet mellan Sverige och Litauen uppmärksammades på ett särskilt sätt på Litauens självständighetsdag den 16 februari 2006 då sex svenska medarbetare i SIP tilldelades ordensutmärkelser av Litauens president Valdas Adamkus.
2016 genomförde IAEA en internationell granskning av VATESI genom en så kallad IRRS-mission (Integrated Regulatory Review Service). Granskningens sammanfattande omdöme var "The Lithuanian infrastructure for nuclear safety and radiation protection, including the two regulatory authorities, has a relatively short history compared with many European countries and was created only after independence in 1990. Taking this into account, the legal and regulatory system and associated regulatory controls are remarkably well-developed, which is a significant achievement,". Man framhöll dock att om de preliminära planerna på nybyggnation av kärnkraft utvecklas vidare krävs att "the regulatory authorities  would have to secure the additional resources and skills required for regulatory oversight of any new facility in due time."